# Sapromyza nigrans
Sapromyza nigrans är en tvåvingeart som först beskrevs av Axel Leonard Melander 1913.  Sapromyza nigrans ingår i släktet Sapromyza och familjen lövflugor. Inga underarter finns listade i Catalogue of Life.